# Neufmanil
Neufmanil ist eine französische Gemeinde mit 988 Einwohnern (Stand: 1. Januar 2022) im Département Ardennes in der Region Grand Est (bis 2015 Champagne-Ardenne). Sie gehört zum Arrondissement Charleville-Mézières und zum Kanton Villers-Semeuse.

## Geographie
Neufmanil liegt etwa acht Kilometer nordöstlich von Charleville-Mézières im 2011 gegründeten Regionalen Naturpark Ardennen. Umgeben wird Neufmanil von den Nachbargemeinden Thilay im Norden, Gespunsart im Osten, La Grandville im Süden, Aiglemont im Südwesten, Nouzonville im Westen sowie Bogny-sur-Meuse im Nordwesten.

## Bevölkerungsentwicklung
| Jahr                       | 1962 | 1968 | 1975 | 1982 | 1990 | 1999 | 2006 | 2019 |
| Einwohner                  | 1071 | 1202 | 1127 | 1211 | 1204 | 1203 | 1200 | 1006 |
| Quellen: Cassini und INSEE |      |      |      |      |      |      |      |      |

## Sehenswürdigkeiten

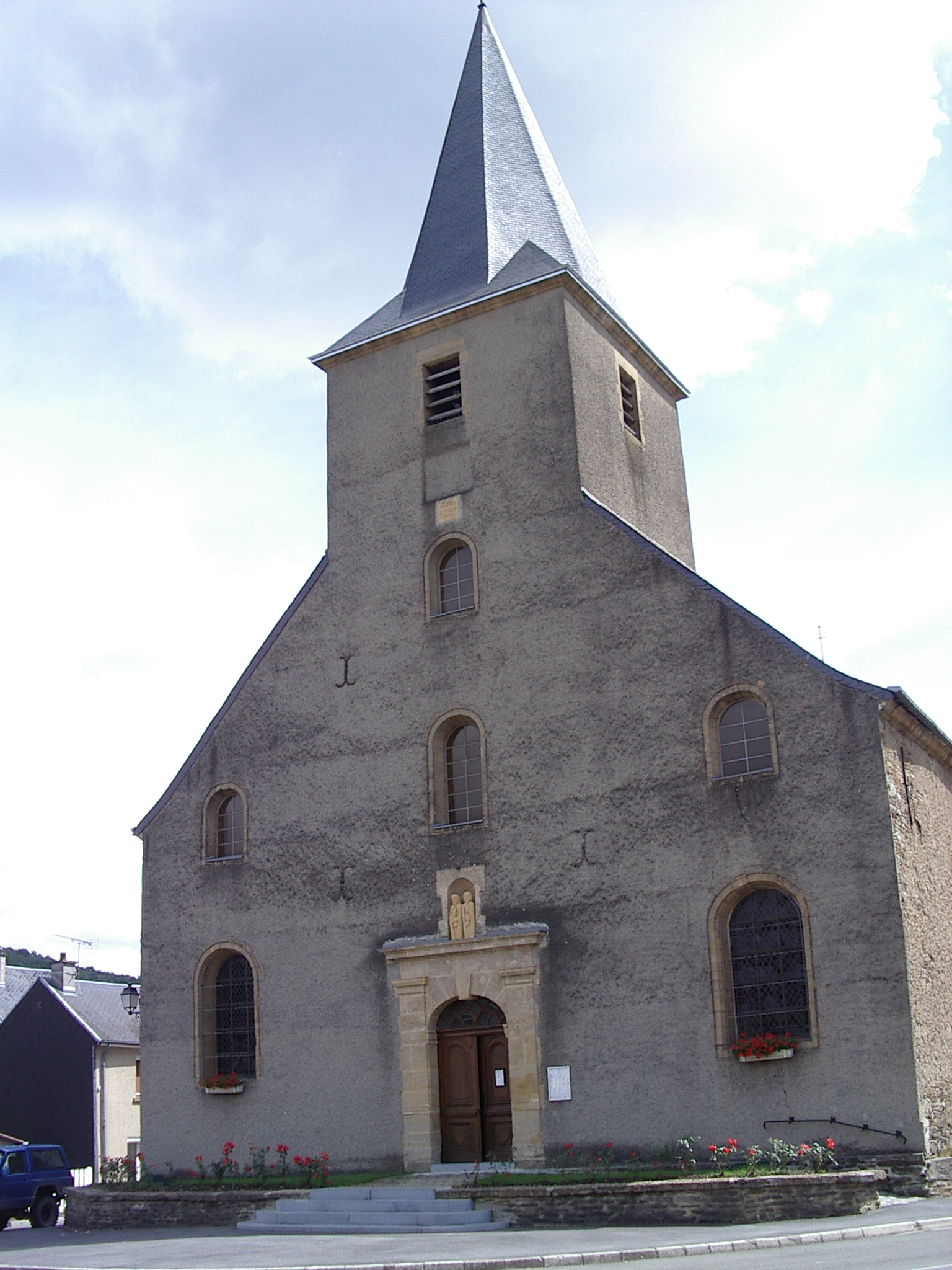
Kirche Saint-Côme-et-Saint-Damian
- Schloss

- Kirche Saint-Côme-et-Saint-Damian

## Gemeindepartnerschaft
Seit 2005 besteht eine Gemeindepartnerschaft mit der deutschen Gemeinde Dieterskirchen in Bayern.